# Solti Gyula
Solti Gyula (Szigetvár, 1899. április 13. – Hamburg, 1983. március 8.) magyar orvos, az antropozófus orvoslás egyik képviselője.

## Életpályája
Apja Solti Gyula főkönyvelő, anyja Weichart Amália volt. A fiatal Gyulának egy, hat évvel idősebb bátyja volt.
Pécsett német nyelvű gimnáziumba járt. 1917-ben érettségizett. Grazban folytatta tanulmányait, 1921-ben szigorlatozott.
Egy 1922. tavaszi bécsi kongresszus után Rudolf Steiner és Eugen Kolisko előadásainak hatására belépett az Általános Antropozófiai Társaságba.
1923-tól Lipcsében élt, sebészként dolgozott egy klinikán. 1924-ben fogadták el Oberflächenspannungsbestimmungen bei Körperflüssigkeiten című doktori disszertációját. 1927-ben Svájcba ment, Arlesheimben, a Sonnenhof Klinikán dolgozott. 1929. augusztus 1-jén, Dornachban feleségül vette a kijevi születésű Erna Knauert (1900–1969). Ugyanebben az évben felvehette a német állampolgárságot, és elkezdte magánrendelését Németországban, Hamburgban. 1931-ben Paula Dieterichhel megalapította az altonai Rudolf Steiner Schulét. 1935-ben megkezdte munkáját a Goetheanum orvosi szekciójában. 1941-ben Görögországba ment, ahol tábori kórházakban tevékenykedett. 1944 augusztusában Egyiptomba utazott, ahol a Faustról és a Rudolf Steiner-féle A szabadság filozófiájáról tartott előadásokat.
1947 tavaszától folytatta orvosi praxisát. 1950-től vezetőségi tag volt a német Antropozófiai Társaság hamburgi ágában, 1954-ben a német Antropozófiai Társaság helyettes vezetőjévé választották.
1983. március 7-én elgázolták, másnap hunyt el egy kórházban.

## Külső hivatkozások
- Életrajz fényképekkel Archiválva 2007. szeptember 28-i dátummal a Wayback Machine-ben (német nyelvű)